# Переворот (фігура пілотажу)

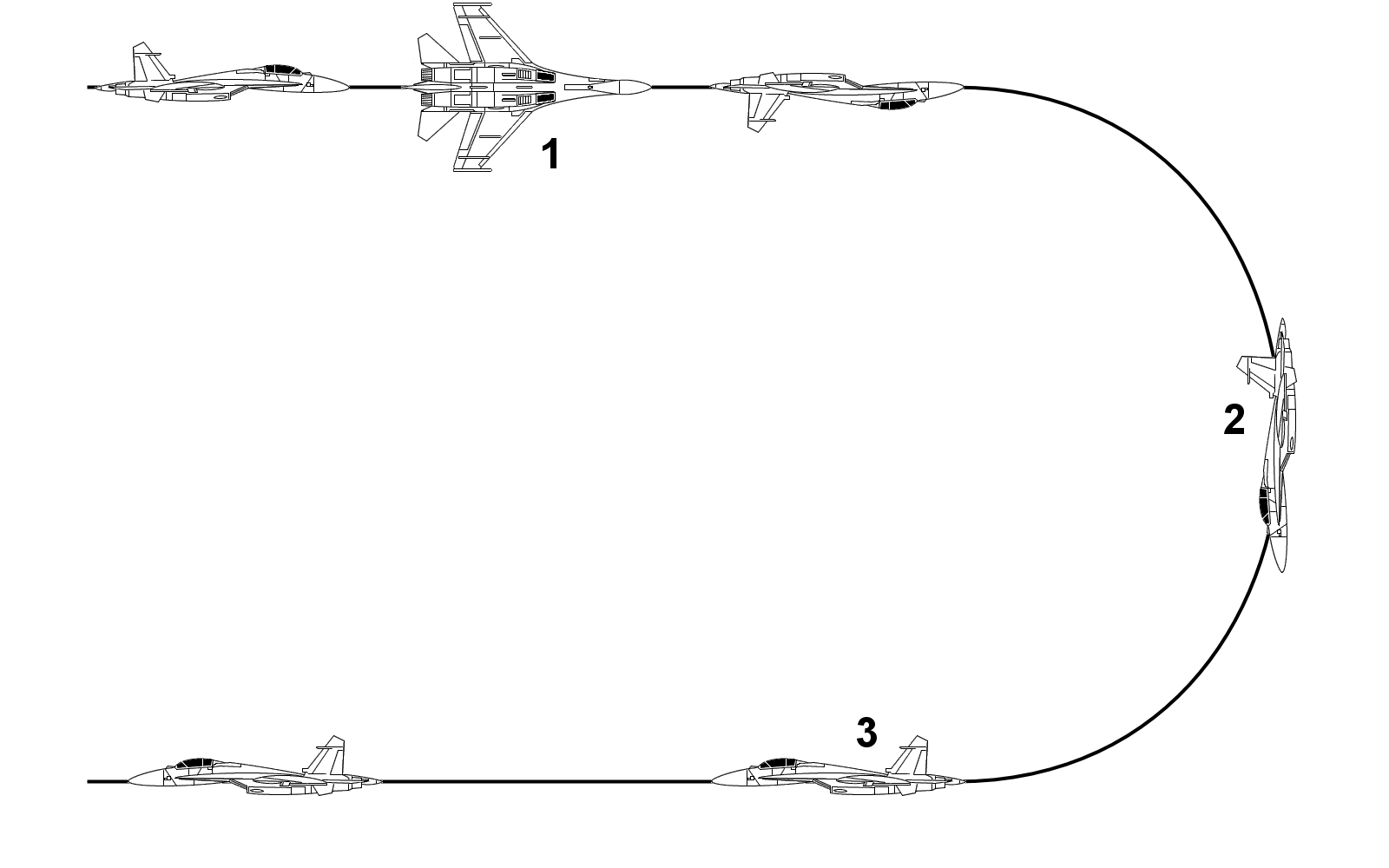
Схематичне зображення фігури перевороту:
1. Крен на 180°.
2. Напівколо.
3. Вихід в рівний політ

Анімація

Переворот (англ. Split S) — це фігура вищого пілотажу, що найчастіше використовується для захисту від винищувача. Для виконання цієї фігури, пілоту необхідно здійснити переворот літака креном і виконати зниження виконавши напів-петлю, таким чином повернувшись до рівного польоту в протилежному напряму на нижчій висоті.

## Загальні відомості
Ця фігура пілотажу викладалася для використання в повітряних боях, за допомогою якої пілот мав можливість вийти з бою. Всупереч поширеній думці, цей маневр ніколи не застосовувався з метою уникнення захоплення ракетою повітря-повітря. 